# Абсолютний боєць
«Абсолютний боєць» (англ. The Ultimate Fighter) — спортивне реаліті-шоу американського виробництва, спеціалізоване на змішаних бойових мистецтвах. Випускається під егідою Абсолютного бійцівського чемпіонату (англ. UFC) з січня 2005 року.
Сюжет реаліті-шоу вільним чином розвивається довкола тренувального процесу і регулярних змагань учасників шоу — спортсменів, бійців змішаного стилю. До участі у реаліті-шоу «Абсолютний боєць» допускаються і любителі і професіонали, проте результати змагань в професійну статистику спортсменів не заносяться. Учасники шоу діляться на дві команди, головними тренерами яких є, зазвичай, відомі бійці світового рівня, чемпіони різних серій. Метою шоу є визначення найкращого з представлених бійців відповідної вагової категорії. Для визначення першості використовується турнірна система.
Переможець фінального бою, т.з. абсолютний боєць, отримує у нагороду виключний контракт із UFC на участь у чемпіонаті, із особливими фінансовими умовами.
Втім, практика проведення таких шоу показує, що квиток в Абсолютний бійцівський чемпіонат отримують не лише переможці, але й бійці, які показали себе найкращим чином. Часто серед учасників «Абсолютного бійця» опиняються не тільки новачки, але й ветерани змішаних єдиноборств, котрим за якихось причин призначили випробування в реаліті-шоу. Шанс проявити себе з нового боку, взявши участь у «Абсолютному бійці», отримують також аутсайдери чемпіонату UFC.

## Сезони
| Назва сезону                                                     | Початок сезону  | Кінець сезону     | Вагова категорія             | Переможець       | Тренер                                 |
| ---------------------------------------------------------------- | --------------- | ----------------- | ---------------------------- | ---------------- | -------------------------------------- |
| «Абсолютний боєць. Бразилія 2»                                   | 17 березня 2013 | 2 червня 2013     | Напівсередня вага (70-77 кг) | Леонарду Сантус  | Антоніу Родріґу Ноґейра                |
| «Абсолютний боєць 17. Команда Джонса проти команди Соннена»      | 22 січня 2013   | 13 квітня 2013    | Середня вага (77-84 кг)      | Келвін Гастелум  | Чейл Соннен                            |
| «Абсолютний боєць. Разючі»                                       | 19 вересня 2012 | 14 грудня 2012    | Легка вага (66-70 кг)        | Норман Парк      | Росс Пірсон                            |
| «Абсолютний боєць. Разючі»                                       | 19 вересня 2012 | 14 грудня 2012    | Напівсередня вага (70-77 кг) | Роджер Уіттекер  | Джордж Сотіропулос                     |
| «Абсолютний боєць 16. Команда Карвіна проти команди Нельсона»    | 14 вересня 2012 | 15 грудня 2012    | Напівсередня вага (70-77 кг) | Колтон Сміт      | Рой Нельсон                            |
| «Абсолютний боєць. Бразилія»                                     | 25 березня 2012 | 23 червня 2012    | Напівлегка вага (61-66 кг)   | Роні Безерра     | Вандерлей Сілва                        |
| «Абсолютний боєць. Бразилія»                                     | 25 березня 2012 | 23 червня 2012    | Середня вага (77-84 кг)      | Сезар Феррейра   | Вітор Белфорт                          |
| «Абсолютний боєць 15. Наживо»                                    | 9 березня 2012  | 1 червня 2012     | Легка вага (66-70 кг)        | Майкл Кіеса      | Юрая Фейбер                            |
| «Абсолютний боєць 14. Команда Біспінга проти команди Міллера»    | 21 вересня 2011 | 4 грудня 2011     | Легша вага (57-61 кг)        | Джон Додсон      | Джейсон Міллер                         |
| «Абсолютний боєць 14. Команда Біспінга проти команди Міллера»    | 21 вересня 2011 | 4 грудня 2011     | Напівлегка вага (61-66 кг)   | Дієґу Брандан    | Майкл Біспінг                          |
| «Абсолютний боєць 13. Команда Леснара проти команди дус Сантуса» | 30 березня 2011 | 4 червня 2011     | Напівсередня вага (70-77 кг) | Тоні Фергюсон    | Брок Леснар                            |
| «Абсолютний боєць 12. Команда Джи-Ес-Пі проти команди Кошчека»   | 15 вересня 2010 | 4 грудня 2010     | Легка вага (66-70 кг)        | Джонатан Брукінс | Жорж Сен-П'єр                          |
| «Абсолютний боєць 11. Команда Лідделла проти команди Ортіса»     | 31 березня 2010 | 19 червня 2010    | Середня вага (77-84 кг)      | Курт МакҐі       | Чак Лідделл                            |
| «Абсолютний боєць 10. Важковаговики»                             | 16 вересня 2009 | 5 грудня 2009     | Важка вага (93-120 кг)       | Рой Нельсон      | Рашад Еванс                            |
| «Абсолютний боєць 9. Сполучені Штати проти Великої Британії»     | 1 квітня 2009   | 2 червня 2009     | Легка вага (66-70 кг)        | Росс Пірсон      | Майкл Біспінг                          |
| «Абсолютний боєць 9. Сполучені Штати проти Великої Британії»     | 1 квітня 2009   | 2 червня 2009     | Напівсередня вага (70-77 кг) | Джемс Уіллкс     | Майкл Біспінг                          |
| «Абсолютний боєць 8. Команда Ноґейри проти команди Міра»         | 17 вересня 2008 | 13 грудня 2008    | Легка вага (66-70 кг)        | Ефраін Ескудеро  | Антоніу Родріґу Ноґейра                |
| «Абсолютний боєць 8. Команда Ноґейри проти команди Міра»         | 17 вересня 2008 | 13 грудня 2008    | Напівважка вага (84-93 кг)   | Раян Бейдер      | Антоніу Родріґу Ноґейра                |
| «Абсолютний боєць 7. Команда Лютого проти команди Форреста»      | 2 квітня 2008   | 21 червня 2008    | Середня вага (77-84 кг)      | Амір Садолла     | Форрест Гріффін                        |
| «Абсолютний боєць 6. Команда Х'юза проти команди Серри»          | 19 вересня 2007 | 8 грудня 2007     | Напівсередня вага (70-77 кг) | Мак Данциг       | Метт Х'юз                              |
| «Абсолютний боєць 5»                                             | 5 квітня 2007   | 23 червня 2007    | Легка вага (66-70 кг)        | Нейт Діас        | Дженс Палвер                           |
| «Абсолютний боєць 4. Розплата»                                   | 17 серпня 2006  | 11 листопада 2006 | Напівсередня вага (70-77 кг) | Метт Серра       | Ренді Кутюр Жорж Сен-П'єр Річ Франклін |
| «Абсолютний боєць 4. Розплата»                                   | 17 серпня 2006  | 11 листопада 2006 | Середня вага (77-84 кг)      | Тревіс Лютер     | Ренді Кутюр Жорж Сен-П'єр Річ Франклін |
| «Абсолютний боєць 3»                                             | 6 квітня 2006   | 24 червня 2006    | Середня вага (77-84 кг)      | Кендалл Гроув    | Тіто Ортіс                             |
| «Абсолютний боєць 3»                                             | 6 квітня 2006   | 24 червня 2006    | Напівважка вага (84-93 кг)   | Майкл Біспінг    | Тіто Ортіс                             |
| «Абсолютний боєць 2»                                             | 22 серпня 2005  | 5 листопада 2005  | Напівсередня вага (70-77 кг) | Джо Стівенсон    | Метт Х'юз                              |
| «Абсолютний боєць 2»                                             | 22 серпня 2005  | 5 листопада 2005  | Важка вага (93-120 кг)       | Рашад Еванс      | Річ Франклін                           |
| «Абсолютний боєць 1»                                             | 18 січня 2005   | 9 квітня 2005     | Середня вага (77-84 кг)      | Дієґо Санчес     | Чак Лідделл                            |
| «Абсолютний боєць 1»                                             | 18 січня 2005   | 9 квітня 2005     | Напівважка вага (84-93 кг)   | Форрест Гріффін  | Чак Лідделл                            |